# Ali Jar Kandi
Ali Jar Kandi – wieś w Iranie, w ostanie Azerbejdżan Zachodni, w szahrestanie Mijandoab. W 2006 roku liczyła 338 mieszkańców.